# Peter Plys - Forår I Hundredemeterskoven
Peter Plys - Forår I Hundredemeterskoven  (eng: Winnie the Pooh: Springtime with Roo) er en amerikansk tegnefilm fra 2004 produceret af Walt Disney Pictures og DisneyToon Studios. Filmen blev udsendt direkte til video. 
Filmen er baseret på karaktererne i  A. A. Milnes bøger om Peter Plys. Filmens handlingen er løst baseret på Charles Dickens' julehistorie A Christmas Carol. 